# Toftrees (Pensilvania)
Toftrees es un lugar designado por el censo ubicado en el condado de Centre en el estado estadounidense de Pensilvania. En el Censo de 2010 tenía una población de 2053 habitantes y una densidad poblacional de 902,81 personas por km².

## Geografía
Toftrees se encuentra ubicado en las coordenadas 40°49′30″N 77°53′8″O / 40.82500, -77.88556. Según la Oficina del Censo de los Estados Unidos, Toftrees tiene una superficie total de 2.27 km², de la cual 2.27 km² corresponden a tierra firme y (0%) 0 km² es agua.

## Demografía
Según el censo de 2010, había 2053 personas residiendo en Toftrees. La densidad de población era de 902,81 hab./km². De los 2053 habitantes, Toftrees estaba compuesto por el 86.56% blancos, el 2.87% eran afroamericanos, el 0.05% eran amerindios, el 7.6% eran asiáticos, el 0% eran isleños del Pacífico, el 0.58% eran de otras razas y el 2.34% pertenecían a dos o más razas. Del total de la población el 2.44% eran hispanos o latinos de cualquier raza.